# Eriocephalus
Eriocephalus là một chi thực vật có hoa trong họ Cúc (Asteraceae).

## Loài
Chi Eriocephalus gồm các loài: